# Горячкина, Александра Юрьевна
Алекса́ндра Ю́рьевна Горя́чкина (род. 28 сентября 1998 года, Орск, Оренбургская область, Россия) — российская шахматистка, гроссмейстер (2018), гроссмейстер среди женщин (2012). Претендентка на мировое первенство 2020 года. Трёхкратная чемпионка России (2015, 2017, 2020). Победительница Кубка мира 2023, финалистка в 2021 году. Занимает 3-е место в мире по рейтингу среди женщин (максимальный - 2611, 4-й результат в истории). 
Горячкина родилась в шахматной семье. Её родители имеют рейтинг выше 2200, а отец — тренер по шахматам. Она быстро стала шахматным вундеркиндом, выиграв юношеский чемпионат мира по шахматам среди девушек до 10, до 14 и до 18 лет. Она также является двукратной чемпионкой мира среди юниоров. В 13 лет Горячкина стала третьей в списке самых молодых гроссмейстеров среди женщин в истории после Хоу Ифань и Екатерины Лагно. Затем она стала пятой среди девушек, получивших титул гроссмейстера в подростковом возрасте (в начале 2018 года)[прояснить]. Позже в том же году она впервые вошла в десятку лучших шахматисток мира, и затем по результатам выступлений вошла в тройку лучших, выиграв турнир претенденток 2019 года и получив квалификацию на матч за звание чемпионки мира 2020 года.
На открытом чемпионате Высшей лиги чемпионата России в 2018 и 2020 годах набирала 5½ очков из 9 возможных с перформанс-рейтингами 2713 и 2656, в Высшей лиге командного чемпионата России 2019 набрала 6 из 8 очков с перфомансом 2670. У неё также был перфоманс 2666, когда она стала первой на турнире претенденток 2019 года с результатом 9½ очков из 14.

## Ранняя жизнь и предыстория

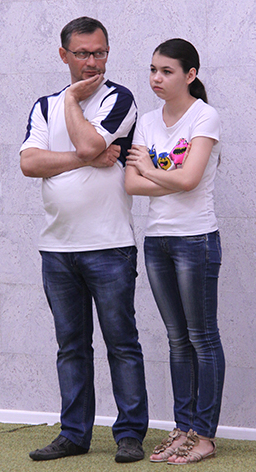
Горячкина с отцом

Александра Горячкина родилась 28 сентября 1998 года в Орске Оренбургской области в семье опытных шахматистов. Её отец Юрий Горячкин — тренер по шахматам и официальный тренер ФИДЕ, мастер ФИДЕ (FM) с максимальным рейтингом 2395. Мать Горячкиной Лариса Матвиенко — российский кандидат в мастера спорта по шахматам с максимальным рейтингом 2210. Сестра Горячкиной Оксана, которая младше Александры на 12 лет, также занимается шахматами.
Несмотря на спортивные успехи своих родителей, Горячкина изначально не интересовалась шахматами, предпочитая вместо этого более подвижные виды спорта — танцы и настольный теннис. Тем не менее, с шести лет она стала больше интересоваться шахматами. Забирая дочь из детского сада, отец приводил её в свою вечернюю шахматную школу. По словам матери, Горячкина часто наблюдала за занятиями отца со стороны. Её отец стал её первым тренером. В возрасте 9 лет Горячкина смогла победить в шахматах свою мать, а вскоре после этого и отца. После своего первого титула чемпионки мира среди юниоров Горячкина и её отец в 2011 году переехали в Салехард, чтобы она могла тренироваться в Полярной шахматной школе Анатолия Карпова, где её отец также работал тренером. Примерно через год к ним в Салехард переехали её мать и младшая сестра. В Полярной шахматной школе Горячкина начала работать с российским гроссмейстером Владимиром Беловым.

## Шахматная карьера

### 2008-14: двукратный чемпион мира среди юниоров

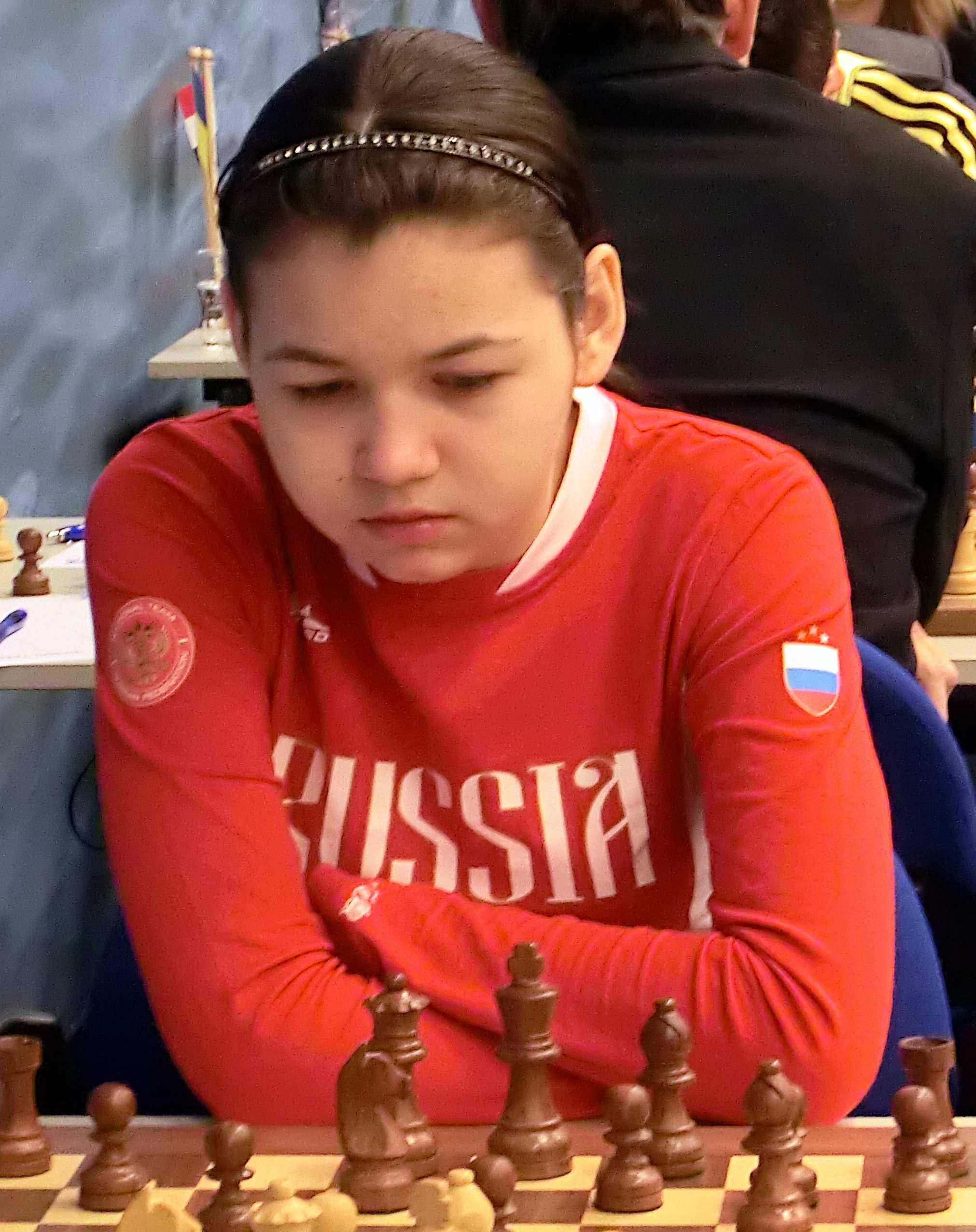
Горячкина на шахматном турнире Tata Steel в 2013 году

Горячкина с юных лет добивалась успехов на юношеских и юниорских чемпионатах мира по шахматам, как правило, как одна из самых рейтинговых игроков этих турниров. Она выиграла пять золотых медалей на чемпионатах среди девушек: по одной в категории до 10 лет в 2008 году, в категории до 14 лет в 2011 году и в категории до 18 лет в 2012 году; и две среди юниоров до 20 лет в 2013 и 2014 годах в возрасте 14 и 16 лет соответственно. Она также выиграла бронзовую медаль в категории до 12 лет в 2009 году, финишировав на 1½ очка позади Сарасадат Хадемальшарие после 11 туров. Горячкина выиграла золотые медали среди девочек до 10, до 14 лет и вторую среди девушек до 20 лет, заняв первое место в этих соревнованиях, а также была второй посеянной в турнире до 18 лет. Её лучший результат на этих турнирах пришёлся на турнир в категории до 14 лет в 2011 году, где она набрала 9 очков из 9. Во время турнира она победила следующих трёх лучших игроков, включая вторую сеянную и бронзового призёра С. Хадемальшарие. На тот момент рейтинг Горячкиной составлял 2313 по сравнению с рейтингом С. Хадемальшарие 2215. Последняя также заняла второе место после Горячкиной, когда она выиграла свой второй чемпионат мира среди юниоров в 2014 году, отстав на 1½ очка после 13 туров. Подобного уровень успеха Горячкина добилась и на юношеском чемпионате Европы по шахматам. После завоевания серебряной медали в категории до 12 лет в 2009 году, она три года подряд выигрывала золотые медали в категории до 12 лет в 2010 году, до 14 лет в 2011 году и до 18 лет в 2012 году.
Горячкина впервые достигла рейтинга ФИДЕ в 2000 пунктов в январе 2009 года в возрасте десяти лет, набрав 60 рейтинговых очков после победы на турнире ПриФР России среди юношей до 18 лет в 2008 году. Самый большой годовой скачок её рейтинга произошёл в 2011 году, когда ей было двенадцать лет, когда она поднялась почти на 300 пунктов с 2045 до 2333. Уже завоевав звание мастера ФИДЕ среди женщин (WFM), она набрала 48 рейтинговых очков на 61-м женском чемпионате России в первой лиге[уточнить]. Затем она участвовала в своем первом личном чемпионате Европы по шахматам среди женщин и набрала 5½/11, о чём свидетельствует победа над женщиной-гроссмейстером (WGM) Ольгой Гирей. После этого успеха Горячкина заняла первое место на Czech Open и стала первой на Мемориале Людмилы Руденко, снова набрав около 48 рейтинговых очков на обоих турнирах. Своим выступлением на Czech Open она завоевала титул международного мастера среди женщин (WIM), а также выполнила норму WGM.
После успешного 2011 года Горячкина продолжила неуклонно расти в рейтинге в 2012 году, впервые достигнув 2400 к январю 2013 года. В начале 2012 года она получила ещё две нормы WGM, последняя из которых была получена на её втором личном чемпионате Европы по шахматам среди женщин. Поскольку её рейтинг уже был выше 2300, она стала одной из самых молодых WGM в истории на тот момент, в марте 2012 года, в возрасте 13 лет, 5 месяцев и 14 дней, что чуть более чем на год отстает от Хоу Ифань, добившейся успеха на 12 лет и 3 месяца. Двумя другими яркими событиями начала года стали победа над гроссмейстером Давидом Петросяном на турнире Aeroflot Open B (2012 год) и совместное второе место на чемпионате России среди девушек до 20 лет. В конце года она выиграла юниорский Кубок В. Дворковича (2012 год) на тай-брейке над будущими гроссмейстерами Инлунь Цзюй и Григорием Опариным, а затем завершила год как чемпионка Европы и мира среди девушек до 18 лет, а также выиграла Кубок России среди женщин, победив Ольгу Гирю.
Горячкина поддерживала рейтинг на уровне 2400 на протяжении большей части 2013 и 2014 годов, достигнув 2441 пунктов в декабре 2014 года. В январе 2013 года она приняла участие в турнире Tata Steel C в Вейк-ан-Зее, открытом круговом турнире третьего уровня — одного из ведущих ежегодных шахматных турниров в мире, с результатом 3½/13. Она решила выступать в открытом дивизионе чемпионата России среди юношей до 19 лет и заняла второе место с результатом 6½/9. Заняв второе место в Высшей лиге женского чемпионата России, она впервые вышла в суперфинал женского чемпионата России. Она набрала 4½/9 за совместное четвёртое место в 2013 году, а затем набрала 5½/9 за совместное третье место в 2014 году. Горячкина также выполнила первую норму международного мастера (IM) в 2013 и 2014 годах на индивидуальном чемпионате Европы по шахматам среди женщин и открытом индивидуальном чемпионате Европы по шахматам соответственно. Помимо победы на чемпионате мира среди юниоров в 2013 и 2014 годах, она участвовала в открытых соревнованиях среди юношей до 18 лет на юношеском чемпионате мира и оба раза набрала 6½/11. В 2014 году она отметилась победами над двумя гроссмейстерами с рейтингом выше 2600 — Борисом Савченко и Александром Ипатовым.

### 2015-18: Юный гроссмейстер, двукратный чемпион России

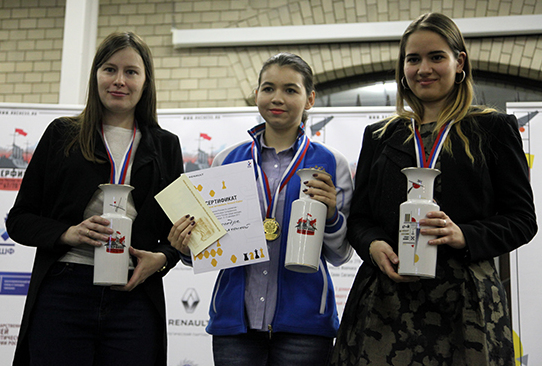
Горячкина (в центре) с призами победительницы Суперфинала чемпионата России среди женщин-2017

Горячкина была на пороге рейтинга 2500 всю вторую половину 2015 года и впервые достигла его в январе 2016 года в возрасте 17 лет. Она получила свою третью и последнюю норму международного мастерства на индивидуальном чемпионате Европы 2015 года, выступив второй год подряд с лучшим результатом 6½/11. Хотя в течение следующих нескольких лет она будет получать больше норм, ей так и не присвоили официально звание международного мастера. Горячкина дебютировала в плей-офф чемпионата мира по шахматам среди женщин в 2015 году, где во втором раунде её выбила Анна Музычук, занявшая третье место. Два её лучших результата в 2015 году пришлись на конец года в России, где она стала чемпионкой России среди женщин, а также во второй раз выиграла Кубок России среди женщин. Ещё в 16 лет она выиграла суперфинал женского чемпионата России с результатом 8/11 (+6 −1=4). Тем самым она также выполнила свою первую норму гроссмейстера.
После первого пересечения отметки 2500 Горячкина вернулась к отметке 2400 в мае 2016 года и снова достигла отметки 2500 только в июне 2018 года, хотя ни разу не опустилась ниже 2450 за эти два года. В 2016 году она больше не получила ни одной нормы GM, в лучшем случае получив три дополнительных избыточных нормы IM. Она не смогла повторить прошлогоднее выступление в суперфинале чемпионата России среди женщин 2016 года, набрав всего 5/11. Горячкина вновь начала повышать свой рейтинг в 2017 году. Хотя она снова проиграла во втором туре чемпионата мира по шахматам среди женщин, она выполнила вторую норму гроссмейстера на индивидуальном чемпионате Европы среди женщин. Она завоевала на турнире серебряную медаль с результатом 8/11, отстав на ½ очка от Наны Дзагнидзе. В конце года Горячкина выиграла свой второй чемпионат России среди женщин. Она победила Наталью Погонину в быстром плей-офф после того, как они финишировали первыми с результатом 7/11.
Горячкина вернулась к рейтингу 2500 во второй половине 2018 года, достигнув нового пика рейтинга 2535 в августе. В апреле она получила свою третью и последнюю норму гроссмейстера на турнире Aeroflot Open A. Во время турнира она набрала 4½/9 (+1-1=7) против девяти игроков с рейтингом от 2571 до 2625, включая восемь гроссмейстеров. Является первым гроссмейстером за полярным кругом. Она стала пятой самой молодой женщиной, получившей звание гроссмейстера в 19 лет и 5 месяцев. В качестве нового гроссмейстера в августе она совершила ещё один скачок рейтинга приняв участие в соревнованиях Высшей лиге чемпионата России, набрав 26 очков со счётом 5½/9 и перфомансом 2713 против соперников с рейтингом выше 2600. Благодаря такому увеличению рейтинга она также впервые вошла в десятку лучших среди женщин. Тем не менее, она проиграла во втором туре женского чемпионата мира по шахматам третий раз подряд и заняла третье место на женском чемпионате России.

### 2019 — настоящее время: претендент на чемпионат мира

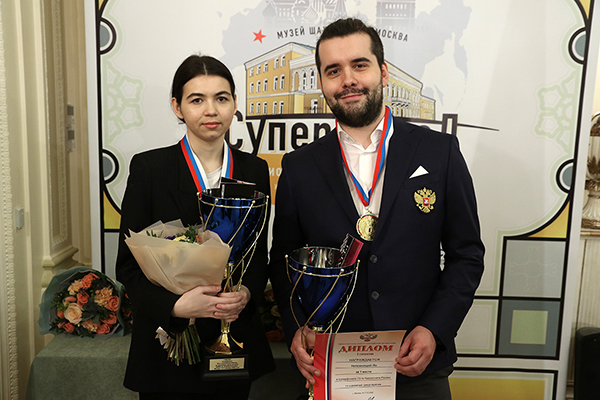
Горячкина (слева) и Ян Непомнящий, победители женской и открытой секций Суперфинала чемпионата России-2020

Горячкина в начале 2019 года вернула себе большую часть рейтинговых пунктов, потерянных за несколько предыдущих месяцев. В частности, она набрала 6½/11 на личном чемпионате Европы по шахматам 2019 года в марте, среди поверженных соперников был Рауф Мамедов, рейтинг которого на тот момент составлял 2701. Затем она совершила крупный прорыв на женском турнире претендентов, который возрождался в связи с отменой формата нокаута, который использовался в течение последних двух десятилетий. Горячкина выиграла турнир с большим отрывом в полтора очка. Она набрала 9½/14 и одержала победу за два оставшихся раунда благодаря 9 очкам и преимуществу в 2½ очка после двенадцати раундов. С доминирующим перфомансом 2666 она поднялась на третье место в мире, уступив только Хоу Ифань и действующей чемпионке мира по шахматам среди женщин Цзюй Вэньцзюнь. Она также заслужила право бросить вызов Цзюй на чемпионате мира.
Матч на первенство мира среди женщин состоялся в январе 2020 года, первая половина которого прошла в Китае, а вторая половина — в России. В Китае Цзюй и Горячкина выиграли по партии белыми. Вернувшись в Россию, Горячкина повела в восьмой партии прежде чем Цзюй выиграла две партии подряд, вторая из которых стала единственной победой чёрными в матче. Тем не менее Горячкина выиграла последнюю классическую партию, отправив матч в серию из четырёх быстрых тай-брейков. После того как Горячкина не смогла реализовать хорошие шансы на победу в первой партии на тай-брейке чёрными, Цзюй выиграла третью партию белыми. Поскольку остальные три тай-брейка закончились вничью, Цзюй выиграла матч и сохранила титул чемпионки мира среди женщин.
|                            | Рейтинг | Классические игры | Классические игры | Классические игры | Классические игры | Классические игры | Классические игры | Классические игры | Классические игры | Классические игры | Классические игры | Классические игры | Классические игры | Быстрые тай-брейки | Быстрые тай-брейки | Быстрые тай-брейки | Быстрые тай-брейки | Очки   |
| 1                          | Рейтинг | 2                 | 3                 | 4                 | 5                 | 6                 | 7                 | 8                 | 9                 | 10                | 11                | 12                | Р1                | Р2                 | Р3                 | Р4                 |                    | Очки   |
| -------------------------- | ------- | ----------------- | ----------------- | ----------------- | ----------------- | ----------------- | ----------------- | ----------------- | ----------------- | ----------------- | ----------------- | ----------------- | ----------------- | ------------------ | ------------------ | ------------------ | ------------------ | ------ |
| Цзюй Вэньцзюнь (CHN)       | 2584    | ½                 | ½                 | ½                 | 1                 | 0                 | ½                 | ½                 | 0                 | 1                 | 1                 | ½                 | 0                 | ½                  | ½                  | 1                  | ½                  | 6 (2½) |
| Александра Горячкина (RUS) | 2578    | ½                 | ½                 | ½                 | 0                 | 1                 | ½                 | ½                 | 1                 | 0                 | 0                 | ½                 | 1                 | ½                  | ½                  | 0                  | ½                  | 6 (1½) |

Перед матчем на первенство мира Горячкина сыграла первые два матча женского Гран-при ФИДЕ 2019-21. В сентябре в первом матче в Сколково она финишировала второй, уступив лишь Конеру Хампи. В следующем матче в Монако в декабре она финишировала первой вместе с Конеру и Александрой Костенюк, упустив шанс на чистое первое место из-за поражения от Конеру в последнем раунде. После матча на первенство мира она снова финишировала первой в третьем матче в Лозанне в марте, на этот раз с Наной Дзагнидзе, которая победила по критериям тай-брейка. Заняв вместе два первых места и одно второе, Горячкина в конечном итоге выиграла общий зачет Гран-при, опередив на более чем 100 очков Конеру, которая пропустила последний из трёх этапов из-за пандемии COVID-19. Горячкина не играла ни одного рейтингового матча до октября из-за пандемии, сохранив рейтинг 2582, лучший для неё на тот момент рейтинг в карьере. Она возобновила выступления в Высшей лиге чемпионата России, где сравняла результат 2018 года со счётом 5½/9 и перфомансом 2656 и впервые заняла второе место в женском рейтинге. Горячкина завершила год, выиграв свой третий суперфинал женского чемпионата России, победив Полину Шувалову на тай-брейке в «армагеддоне» белыми после того, как они финишировали первыми с результатом 8/11.
В июне/июле 2021 года Горячкина набрала 6,5/9, участвуя в Высшей лиге Открытого чемпионата России. С этим результатом она вышла в Суперфинал 74-го чемпионата России.
В августе 2023 года Горячкина выиграла финал кубка мира по шахматам среди женщин, оказавшись сильнее Нургюль Салимовой.

## Командные соревнования

### Юношеские соревнования
Первый успех Горячкиной в юношеской сборной состоялся, когда она привела сборную России к золотой медали, набрав 3/3 очков на командном чемпионате Европы среди девушек до 18 лет в 2012 году. На шахматной олимпиаде среди юношей до 16 лет в 2014 году она играла на второй доске после Давида Паравяна. Россия заняла второе место после Индии и завоевала серебряную медаль. В индивидуальном порядке Горячкина финишировала четвёртой на второй доске и завоевала золотую медаль среди девушек. Она также получила награду за блестящую игру за партию чёрными в седьмом туре против Джемила Джан Али Маранди за опасную жертву ладьи и коня на королевском фланге.

### Международные мероприятия

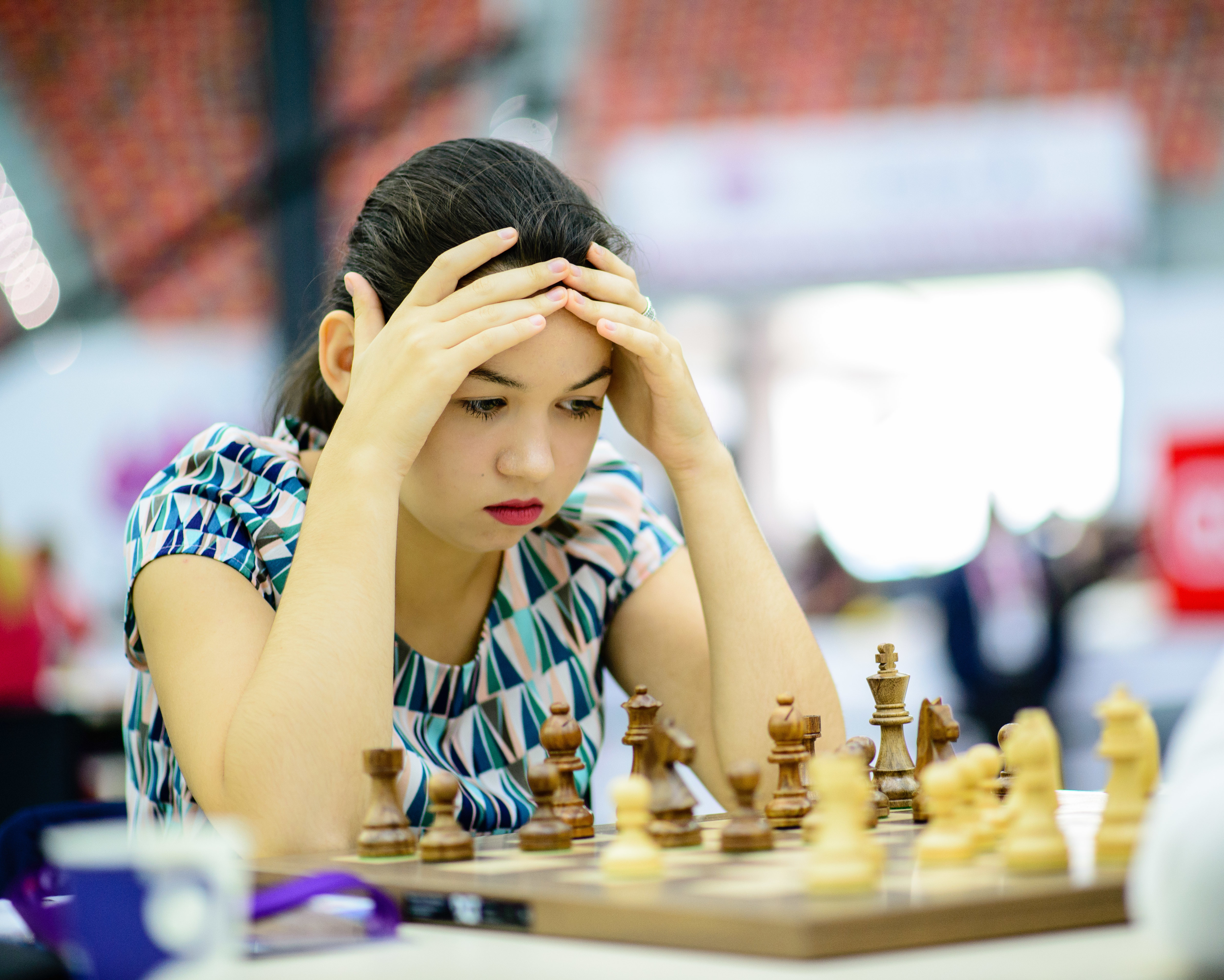
Горячкина на шахматной олимпиаде 2016 года

Горячкина представляла Россию в женских соревнованиях на командном чемпионате Европы, командном чемпионате мира и шахматной олимпиаде. Она дебютировала в составе национальной женской сборной на резервной доске на командном чемпионате Европы по шахматам 2013 года, набрав 2½/5, что помогло россиянке выиграть серебряную медаль уступив команде Украины. Следующим её крупным командным соревнованием стал женский командный чемпионат мира 2015 года, где она набрала 5/7 и завоевала серебряную медаль на четвёртой доске. Россия также завоевала серебряную медаль на соревнованиях, пропустив вперёд команду Грузии. Позже в том же году она играла на третьей доске на командном чемпионате Европы среди женщин, выиграв как индивидуальные, так и командные золотые медали.
Горячкина дебютировала на шахматной олимпиаде в 2016 году на третьей доске. Она не показала хороших результатов: набрала 4,5 из 9 при перфомансе 2328, и в итоге россиянки остались за чертой призёров. На своём втором командном чемпионате мира в 2017 году Горячкина выиграла своё первое командное золото, сыграв на четвёртой доске после Александры Костенюк, Катерины Лагно и Валентины Гуниной. Она выиграла бронзовую медаль на четвёртой доске. Позже в том же году Россия выиграла ещё одну золотую медаль на командном чемпионате Европы, причём Горячкина снова играла на четвёртой доске.
На шахматной олимпиаде 2018 года сборная России второй раз подряд заняла четвёртое место. Тем не менее, Горячкина на этот раз завоевала бронзовую медаль на второй доске, отстав только от А. Костенюк. На командном чемпионате мира 2019 года Россия завоевала серебряную медаль, уступив соперницам из Китая. Несмотря на то, что Россия заняла второе место, на следующем мероприятии Россия выиграла свой третий подряд командный чемпионат Европы. Горячкина впервые сыграла на первой доске за Россию, заняв пятое место в индивидуальном рейтинге.

### Национальные мероприятия
Горячкина также представляла свой регион ЯНАО на командном чемпионате России. С 2013 по 2015 год они не показали хороших результатов, заняв последнее место в 2014 и 2015 годах. Горячкина каждый из этих лет играла на третьей доске и хорошо выступила в 2015 году с перфомансом 2638. В женском турнире она играла только в следующем году на высшем уровне за Белореченск, и её команда заняла шестое место из девяти команд. Далее Горячкина выступала за ЯНАО в Высшей лиге командного чемпионата 2019 года, где набрала 6/8 при перфомансе 2670, что позволило ей вернуться в Премьер-лигу.

## Исторические достижения
Горячкина является четвёртой женщиной по рейтингу в истории шахмат, достигнув пикового рейтинга ФИДЕ 2611 в августе 2021 года. Единственные женщины, получившие рейтинг выше неё, — Юдит Полгар, Хоу Ифань и Конеру Хампи в порядке рейтинга. Она также является самой высокорейтинговой россиянкой в истории шахмат, опережая сестёр Надежду и Татьяну Косинцеву, обе достигшие пика около 2580.

## Стиль игры
Горячкина предпочитает играть 1.d4 (дебют ферзевой пешки) белыми фигурами, используя этот дебют более чем в половине своих партий. Её наиболее частые дебюты с ходом 1.d4 — отказанный ферзевый гамбит (1.d4 d5 2.c4 e6) и каталонское начало (1.d4 Nf6 2.c4 e6 3.g3). Чёрными фигурами против хода 1.d4 Горячкина чаще всего применяет славянскую защиту (1.d4 d5 2.c4 c6), а на ход 1.e4 обычно отвечает защитой Каро — Канн (1.e4 c6).

## Увлечения
Помимо турниров, Горячкина активно занимается преподаванием шахмат. Она работает в шахматной школе своего отца в Салехарде помощником библиотекаря, а также даёт мастер-классы[страница не указана 275 дней]. Раньше она преподавала онлайн через Discord. Хотя с тех пор она в основном преподавала лично, она продолжает активно работать на платформе, чтобы улучшить свои навыки английского языка. Горячкина увлекается косметологией и классической музыкой.

## Известные игры
|   | h | g | f | e | d | c | b | a |   |
| - | --- | --- | --- | --- | --- | --- | --- | --- | - |
| 1 | e1 белый король · c1 белая ладья · f2 белая ладья · e2 белый слон · d2 белый слон · c2 белый ферзь · b2 белая пешка · a2 белая пешка · g3 чёрный ферзь · e3 белая пешка · c3 белый конь · h4 чёрный слон · g4 белая пешка · c5 белая пешка · g6 чёрная пешка · e6 чёрная пешка · c6 чёрный конь · a6 чёрная пешка · g7 чёрная пешка · f7 чёрная пешка · b7 чёрная пешка · e8 чёрный король · d8 чёрная ладья | e1 белый король · c1 белая ладья · f2 белая ладья · e2 белый слон · d2 белый слон · c2 белый ферзь · b2 белая пешка · a2 белая пешка · g3 чёрный ферзь · e3 белая пешка · c3 белый конь · h4 чёрный слон · g4 белая пешка · c5 белая пешка · g6 чёрная пешка · e6 чёрная пешка · c6 чёрный конь · a6 чёрная пешка · g7 чёрная пешка · f7 чёрная пешка · b7 чёрная пешка · e8 чёрный король · d8 чёрная ладья | e1 белый король · c1 белая ладья · f2 белая ладья · e2 белый слон · d2 белый слон · c2 белый ферзь · b2 белая пешка · a2 белая пешка · g3 чёрный ферзь · e3 белая пешка · c3 белый конь · h4 чёрный слон · g4 белая пешка · c5 белая пешка · g6 чёрная пешка · e6 чёрная пешка · c6 чёрный конь · a6 чёрная пешка · g7 чёрная пешка · f7 чёрная пешка · b7 чёрная пешка · e8 чёрный король · d8 чёрная ладья | e1 белый король · c1 белая ладья · f2 белая ладья · e2 белый слон · d2 белый слон · c2 белый ферзь · b2 белая пешка · a2 белая пешка · g3 чёрный ферзь · e3 белая пешка · c3 белый конь · h4 чёрный слон · g4 белая пешка · c5 белая пешка · g6 чёрная пешка · e6 чёрная пешка · c6 чёрный конь · a6 чёрная пешка · g7 чёрная пешка · f7 чёрная пешка · b7 чёрная пешка · e8 чёрный король · d8 чёрная ладья | e1 белый король · c1 белая ладья · f2 белая ладья · e2 белый слон · d2 белый слон · c2 белый ферзь · b2 белая пешка · a2 белая пешка · g3 чёрный ферзь · e3 белая пешка · c3 белый конь · h4 чёрный слон · g4 белая пешка · c5 белая пешка · g6 чёрная пешка · e6 чёрная пешка · c6 чёрный конь · a6 чёрная пешка · g7 чёрная пешка · f7 чёрная пешка · b7 чёрная пешка · e8 чёрный король · d8 чёрная ладья | e1 белый король · c1 белая ладья · f2 белая ладья · e2 белый слон · d2 белый слон · c2 белый ферзь · b2 белая пешка · a2 белая пешка · g3 чёрный ферзь · e3 белая пешка · c3 белый конь · h4 чёрный слон · g4 белая пешка · c5 белая пешка · g6 чёрная пешка · e6 чёрная пешка · c6 чёрный конь · a6 чёрная пешка · g7 чёрная пешка · f7 чёрная пешка · b7 чёрная пешка · e8 чёрный король · d8 чёрная ладья | e1 белый король · c1 белая ладья · f2 белая ладья · e2 белый слон · d2 белый слон · c2 белый ферзь · b2 белая пешка · a2 белая пешка · g3 чёрный ферзь · e3 белая пешка · c3 белый конь · h4 чёрный слон · g4 белая пешка · c5 белая пешка · g6 чёрная пешка · e6 чёрная пешка · c6 чёрный конь · a6 чёрная пешка · g7 чёрная пешка · f7 чёрная пешка · b7 чёрная пешка · e8 чёрный король · d8 чёрная ладья | e1 белый король · c1 белая ладья · f2 белая ладья · e2 белый слон · d2 белый слон · c2 белый ферзь · b2 белая пешка · a2 белая пешка · g3 чёрный ферзь · e3 белая пешка · c3 белый конь · h4 чёрный слон · g4 белая пешка · c5 белая пешка · g6 чёрная пешка · e6 чёрная пешка · c6 чёрный конь · a6 чёрная пешка · g7 чёрная пешка · f7 чёрная пешка · b7 чёрная пешка · e8 чёрный король · d8 чёрная ладья | 1 |
| 2 | e1 белый король · c1 белая ладья · f2 белая ладья · e2 белый слон · d2 белый слон · c2 белый ферзь · b2 белая пешка · a2 белая пешка · g3 чёрный ферзь · e3 белая пешка · c3 белый конь · h4 чёрный слон · g4 белая пешка · c5 белая пешка · g6 чёрная пешка · e6 чёрная пешка · c6 чёрный конь · a6 чёрная пешка · g7 чёрная пешка · f7 чёрная пешка · b7 чёрная пешка · e8 чёрный король · d8 чёрная ладья | e1 белый король · c1 белая ладья · f2 белая ладья · e2 белый слон · d2 белый слон · c2 белый ферзь · b2 белая пешка · a2 белая пешка · g3 чёрный ферзь · e3 белая пешка · c3 белый конь · h4 чёрный слон · g4 белая пешка · c5 белая пешка · g6 чёрная пешка · e6 чёрная пешка · c6 чёрный конь · a6 чёрная пешка · g7 чёрная пешка · f7 чёрная пешка · b7 чёрная пешка · e8 чёрный король · d8 чёрная ладья | e1 белый король · c1 белая ладья · f2 белая ладья · e2 белый слон · d2 белый слон · c2 белый ферзь · b2 белая пешка · a2 белая пешка · g3 чёрный ферзь · e3 белая пешка · c3 белый конь · h4 чёрный слон · g4 белая пешка · c5 белая пешка · g6 чёрная пешка · e6 чёрная пешка · c6 чёрный конь · a6 чёрная пешка · g7 чёрная пешка · f7 чёрная пешка · b7 чёрная пешка · e8 чёрный король · d8 чёрная ладья | e1 белый король · c1 белая ладья · f2 белая ладья · e2 белый слон · d2 белый слон · c2 белый ферзь · b2 белая пешка · a2 белая пешка · g3 чёрный ферзь · e3 белая пешка · c3 белый конь · h4 чёрный слон · g4 белая пешка · c5 белая пешка · g6 чёрная пешка · e6 чёрная пешка · c6 чёрный конь · a6 чёрная пешка · g7 чёрная пешка · f7 чёрная пешка · b7 чёрная пешка · e8 чёрный король · d8 чёрная ладья | e1 белый король · c1 белая ладья · f2 белая ладья · e2 белый слон · d2 белый слон · c2 белый ферзь · b2 белая пешка · a2 белая пешка · g3 чёрный ферзь · e3 белая пешка · c3 белый конь · h4 чёрный слон · g4 белая пешка · c5 белая пешка · g6 чёрная пешка · e6 чёрная пешка · c6 чёрный конь · a6 чёрная пешка · g7 чёрная пешка · f7 чёрная пешка · b7 чёрная пешка · e8 чёрный король · d8 чёрная ладья | e1 белый король · c1 белая ладья · f2 белая ладья · e2 белый слон · d2 белый слон · c2 белый ферзь · b2 белая пешка · a2 белая пешка · g3 чёрный ферзь · e3 белая пешка · c3 белый конь · h4 чёрный слон · g4 белая пешка · c5 белая пешка · g6 чёрная пешка · e6 чёрная пешка · c6 чёрный конь · a6 чёрная пешка · g7 чёрная пешка · f7 чёрная пешка · b7 чёрная пешка · e8 чёрный король · d8 чёрная ладья | e1 белый король · c1 белая ладья · f2 белая ладья · e2 белый слон · d2 белый слон · c2 белый ферзь · b2 белая пешка · a2 белая пешка · g3 чёрный ферзь · e3 белая пешка · c3 белый конь · h4 чёрный слон · g4 белая пешка · c5 белая пешка · g6 чёрная пешка · e6 чёрная пешка · c6 чёрный конь · a6 чёрная пешка · g7 чёрная пешка · f7 чёрная пешка · b7 чёрная пешка · e8 чёрный король · d8 чёрная ладья | e1 белый король · c1 белая ладья · f2 белая ладья · e2 белый слон · d2 белый слон · c2 белый ферзь · b2 белая пешка · a2 белая пешка · g3 чёрный ферзь · e3 белая пешка · c3 белый конь · h4 чёрный слон · g4 белая пешка · c5 белая пешка · g6 чёрная пешка · e6 чёрная пешка · c6 чёрный конь · a6 чёрная пешка · g7 чёрная пешка · f7 чёрная пешка · b7 чёрная пешка · e8 чёрный король · d8 чёрная ладья | 2 |
| 3 | e1 белый король · c1 белая ладья · f2 белая ладья · e2 белый слон · d2 белый слон · c2 белый ферзь · b2 белая пешка · a2 белая пешка · g3 чёрный ферзь · e3 белая пешка · c3 белый конь · h4 чёрный слон · g4 белая пешка · c5 белая пешка · g6 чёрная пешка · e6 чёрная пешка · c6 чёрный конь · a6 чёрная пешка · g7 чёрная пешка · f7 чёрная пешка · b7 чёрная пешка · e8 чёрный король · d8 чёрная ладья | e1 белый король · c1 белая ладья · f2 белая ладья · e2 белый слон · d2 белый слон · c2 белый ферзь · b2 белая пешка · a2 белая пешка · g3 чёрный ферзь · e3 белая пешка · c3 белый конь · h4 чёрный слон · g4 белая пешка · c5 белая пешка · g6 чёрная пешка · e6 чёрная пешка · c6 чёрный конь · a6 чёрная пешка · g7 чёрная пешка · f7 чёрная пешка · b7 чёрная пешка · e8 чёрный король · d8 чёрная ладья | e1 белый король · c1 белая ладья · f2 белая ладья · e2 белый слон · d2 белый слон · c2 белый ферзь · b2 белая пешка · a2 белая пешка · g3 чёрный ферзь · e3 белая пешка · c3 белый конь · h4 чёрный слон · g4 белая пешка · c5 белая пешка · g6 чёрная пешка · e6 чёрная пешка · c6 чёрный конь · a6 чёрная пешка · g7 чёрная пешка · f7 чёрная пешка · b7 чёрная пешка · e8 чёрный король · d8 чёрная ладья | e1 белый король · c1 белая ладья · f2 белая ладья · e2 белый слон · d2 белый слон · c2 белый ферзь · b2 белая пешка · a2 белая пешка · g3 чёрный ферзь · e3 белая пешка · c3 белый конь · h4 чёрный слон · g4 белая пешка · c5 белая пешка · g6 чёрная пешка · e6 чёрная пешка · c6 чёрный конь · a6 чёрная пешка · g7 чёрная пешка · f7 чёрная пешка · b7 чёрная пешка · e8 чёрный король · d8 чёрная ладья | e1 белый король · c1 белая ладья · f2 белая ладья · e2 белый слон · d2 белый слон · c2 белый ферзь · b2 белая пешка · a2 белая пешка · g3 чёрный ферзь · e3 белая пешка · c3 белый конь · h4 чёрный слон · g4 белая пешка · c5 белая пешка · g6 чёрная пешка · e6 чёрная пешка · c6 чёрный конь · a6 чёрная пешка · g7 чёрная пешка · f7 чёрная пешка · b7 чёрная пешка · e8 чёрный король · d8 чёрная ладья | e1 белый король · c1 белая ладья · f2 белая ладья · e2 белый слон · d2 белый слон · c2 белый ферзь · b2 белая пешка · a2 белая пешка · g3 чёрный ферзь · e3 белая пешка · c3 белый конь · h4 чёрный слон · g4 белая пешка · c5 белая пешка · g6 чёрная пешка · e6 чёрная пешка · c6 чёрный конь · a6 чёрная пешка · g7 чёрная пешка · f7 чёрная пешка · b7 чёрная пешка · e8 чёрный король · d8 чёрная ладья | e1 белый король · c1 белая ладья · f2 белая ладья · e2 белый слон · d2 белый слон · c2 белый ферзь · b2 белая пешка · a2 белая пешка · g3 чёрный ферзь · e3 белая пешка · c3 белый конь · h4 чёрный слон · g4 белая пешка · c5 белая пешка · g6 чёрная пешка · e6 чёрная пешка · c6 чёрный конь · a6 чёрная пешка · g7 чёрная пешка · f7 чёрная пешка · b7 чёрная пешка · e8 чёрный король · d8 чёрная ладья | e1 белый король · c1 белая ладья · f2 белая ладья · e2 белый слон · d2 белый слон · c2 белый ферзь · b2 белая пешка · a2 белая пешка · g3 чёрный ферзь · e3 белая пешка · c3 белый конь · h4 чёрный слон · g4 белая пешка · c5 белая пешка · g6 чёрная пешка · e6 чёрная пешка · c6 чёрный конь · a6 чёрная пешка · g7 чёрная пешка · f7 чёрная пешка · b7 чёрная пешка · e8 чёрный король · d8 чёрная ладья | 3 |
| 4 | e1 белый король · c1 белая ладья · f2 белая ладья · e2 белый слон · d2 белый слон · c2 белый ферзь · b2 белая пешка · a2 белая пешка · g3 чёрный ферзь · e3 белая пешка · c3 белый конь · h4 чёрный слон · g4 белая пешка · c5 белая пешка · g6 чёрная пешка · e6 чёрная пешка · c6 чёрный конь · a6 чёрная пешка · g7 чёрная пешка · f7 чёрная пешка · b7 чёрная пешка · e8 чёрный король · d8 чёрная ладья | e1 белый король · c1 белая ладья · f2 белая ладья · e2 белый слон · d2 белый слон · c2 белый ферзь · b2 белая пешка · a2 белая пешка · g3 чёрный ферзь · e3 белая пешка · c3 белый конь · h4 чёрный слон · g4 белая пешка · c5 белая пешка · g6 чёрная пешка · e6 чёрная пешка · c6 чёрный конь · a6 чёрная пешка · g7 чёрная пешка · f7 чёрная пешка · b7 чёрная пешка · e8 чёрный король · d8 чёрная ладья | e1 белый король · c1 белая ладья · f2 белая ладья · e2 белый слон · d2 белый слон · c2 белый ферзь · b2 белая пешка · a2 белая пешка · g3 чёрный ферзь · e3 белая пешка · c3 белый конь · h4 чёрный слон · g4 белая пешка · c5 белая пешка · g6 чёрная пешка · e6 чёрная пешка · c6 чёрный конь · a6 чёрная пешка · g7 чёрная пешка · f7 чёрная пешка · b7 чёрная пешка · e8 чёрный король · d8 чёрная ладья | e1 белый король · c1 белая ладья · f2 белая ладья · e2 белый слон · d2 белый слон · c2 белый ферзь · b2 белая пешка · a2 белая пешка · g3 чёрный ферзь · e3 белая пешка · c3 белый конь · h4 чёрный слон · g4 белая пешка · c5 белая пешка · g6 чёрная пешка · e6 чёрная пешка · c6 чёрный конь · a6 чёрная пешка · g7 чёрная пешка · f7 чёрная пешка · b7 чёрная пешка · e8 чёрный король · d8 чёрная ладья | e1 белый король · c1 белая ладья · f2 белая ладья · e2 белый слон · d2 белый слон · c2 белый ферзь · b2 белая пешка · a2 белая пешка · g3 чёрный ферзь · e3 белая пешка · c3 белый конь · h4 чёрный слон · g4 белая пешка · c5 белая пешка · g6 чёрная пешка · e6 чёрная пешка · c6 чёрный конь · a6 чёрная пешка · g7 чёрная пешка · f7 чёрная пешка · b7 чёрная пешка · e8 чёрный король · d8 чёрная ладья | e1 белый король · c1 белая ладья · f2 белая ладья · e2 белый слон · d2 белый слон · c2 белый ферзь · b2 белая пешка · a2 белая пешка · g3 чёрный ферзь · e3 белая пешка · c3 белый конь · h4 чёрный слон · g4 белая пешка · c5 белая пешка · g6 чёрная пешка · e6 чёрная пешка · c6 чёрный конь · a6 чёрная пешка · g7 чёрная пешка · f7 чёрная пешка · b7 чёрная пешка · e8 чёрный король · d8 чёрная ладья | e1 белый король · c1 белая ладья · f2 белая ладья · e2 белый слон · d2 белый слон · c2 белый ферзь · b2 белая пешка · a2 белая пешка · g3 чёрный ферзь · e3 белая пешка · c3 белый конь · h4 чёрный слон · g4 белая пешка · c5 белая пешка · g6 чёрная пешка · e6 чёрная пешка · c6 чёрный конь · a6 чёрная пешка · g7 чёрная пешка · f7 чёрная пешка · b7 чёрная пешка · e8 чёрный король · d8 чёрная ладья | e1 белый король · c1 белая ладья · f2 белая ладья · e2 белый слон · d2 белый слон · c2 белый ферзь · b2 белая пешка · a2 белая пешка · g3 чёрный ферзь · e3 белая пешка · c3 белый конь · h4 чёрный слон · g4 белая пешка · c5 белая пешка · g6 чёрная пешка · e6 чёрная пешка · c6 чёрный конь · a6 чёрная пешка · g7 чёрная пешка · f7 чёрная пешка · b7 чёрная пешка · e8 чёрный король · d8 чёрная ладья | 4 |
| 5 | e1 белый король · c1 белая ладья · f2 белая ладья · e2 белый слон · d2 белый слон · c2 белый ферзь · b2 белая пешка · a2 белая пешка · g3 чёрный ферзь · e3 белая пешка · c3 белый конь · h4 чёрный слон · g4 белая пешка · c5 белая пешка · g6 чёрная пешка · e6 чёрная пешка · c6 чёрный конь · a6 чёрная пешка · g7 чёрная пешка · f7 чёрная пешка · b7 чёрная пешка · e8 чёрный король · d8 чёрная ладья | e1 белый король · c1 белая ладья · f2 белая ладья · e2 белый слон · d2 белый слон · c2 белый ферзь · b2 белая пешка · a2 белая пешка · g3 чёрный ферзь · e3 белая пешка · c3 белый конь · h4 чёрный слон · g4 белая пешка · c5 белая пешка · g6 чёрная пешка · e6 чёрная пешка · c6 чёрный конь · a6 чёрная пешка · g7 чёрная пешка · f7 чёрная пешка · b7 чёрная пешка · e8 чёрный король · d8 чёрная ладья | e1 белый король · c1 белая ладья · f2 белая ладья · e2 белый слон · d2 белый слон · c2 белый ферзь · b2 белая пешка · a2 белая пешка · g3 чёрный ферзь · e3 белая пешка · c3 белый конь · h4 чёрный слон · g4 белая пешка · c5 белая пешка · g6 чёрная пешка · e6 чёрная пешка · c6 чёрный конь · a6 чёрная пешка · g7 чёрная пешка · f7 чёрная пешка · b7 чёрная пешка · e8 чёрный король · d8 чёрная ладья | e1 белый король · c1 белая ладья · f2 белая ладья · e2 белый слон · d2 белый слон · c2 белый ферзь · b2 белая пешка · a2 белая пешка · g3 чёрный ферзь · e3 белая пешка · c3 белый конь · h4 чёрный слон · g4 белая пешка · c5 белая пешка · g6 чёрная пешка · e6 чёрная пешка · c6 чёрный конь · a6 чёрная пешка · g7 чёрная пешка · f7 чёрная пешка · b7 чёрная пешка · e8 чёрный король · d8 чёрная ладья | e1 белый король · c1 белая ладья · f2 белая ладья · e2 белый слон · d2 белый слон · c2 белый ферзь · b2 белая пешка · a2 белая пешка · g3 чёрный ферзь · e3 белая пешка · c3 белый конь · h4 чёрный слон · g4 белая пешка · c5 белая пешка · g6 чёрная пешка · e6 чёрная пешка · c6 чёрный конь · a6 чёрная пешка · g7 чёрная пешка · f7 чёрная пешка · b7 чёрная пешка · e8 чёрный король · d8 чёрная ладья | e1 белый король · c1 белая ладья · f2 белая ладья · e2 белый слон · d2 белый слон · c2 белый ферзь · b2 белая пешка · a2 белая пешка · g3 чёрный ферзь · e3 белая пешка · c3 белый конь · h4 чёрный слон · g4 белая пешка · c5 белая пешка · g6 чёрная пешка · e6 чёрная пешка · c6 чёрный конь · a6 чёрная пешка · g7 чёрная пешка · f7 чёрная пешка · b7 чёрная пешка · e8 чёрный король · d8 чёрная ладья | e1 белый король · c1 белая ладья · f2 белая ладья · e2 белый слон · d2 белый слон · c2 белый ферзь · b2 белая пешка · a2 белая пешка · g3 чёрный ферзь · e3 белая пешка · c3 белый конь · h4 чёрный слон · g4 белая пешка · c5 белая пешка · g6 чёрная пешка · e6 чёрная пешка · c6 чёрный конь · a6 чёрная пешка · g7 чёрная пешка · f7 чёрная пешка · b7 чёрная пешка · e8 чёрный король · d8 чёрная ладья | e1 белый король · c1 белая ладья · f2 белая ладья · e2 белый слон · d2 белый слон · c2 белый ферзь · b2 белая пешка · a2 белая пешка · g3 чёрный ферзь · e3 белая пешка · c3 белый конь · h4 чёрный слон · g4 белая пешка · c5 белая пешка · g6 чёрная пешка · e6 чёрная пешка · c6 чёрный конь · a6 чёрная пешка · g7 чёрная пешка · f7 чёрная пешка · b7 чёрная пешка · e8 чёрный король · d8 чёрная ладья | 5 |
| 6 | e1 белый король · c1 белая ладья · f2 белая ладья · e2 белый слон · d2 белый слон · c2 белый ферзь · b2 белая пешка · a2 белая пешка · g3 чёрный ферзь · e3 белая пешка · c3 белый конь · h4 чёрный слон · g4 белая пешка · c5 белая пешка · g6 чёрная пешка · e6 чёрная пешка · c6 чёрный конь · a6 чёрная пешка · g7 чёрная пешка · f7 чёрная пешка · b7 чёрная пешка · e8 чёрный король · d8 чёрная ладья | e1 белый король · c1 белая ладья · f2 белая ладья · e2 белый слон · d2 белый слон · c2 белый ферзь · b2 белая пешка · a2 белая пешка · g3 чёрный ферзь · e3 белая пешка · c3 белый конь · h4 чёрный слон · g4 белая пешка · c5 белая пешка · g6 чёрная пешка · e6 чёрная пешка · c6 чёрный конь · a6 чёрная пешка · g7 чёрная пешка · f7 чёрная пешка · b7 чёрная пешка · e8 чёрный король · d8 чёрная ладья | e1 белый король · c1 белая ладья · f2 белая ладья · e2 белый слон · d2 белый слон · c2 белый ферзь · b2 белая пешка · a2 белая пешка · g3 чёрный ферзь · e3 белая пешка · c3 белый конь · h4 чёрный слон · g4 белая пешка · c5 белая пешка · g6 чёрная пешка · e6 чёрная пешка · c6 чёрный конь · a6 чёрная пешка · g7 чёрная пешка · f7 чёрная пешка · b7 чёрная пешка · e8 чёрный король · d8 чёрная ладья | e1 белый король · c1 белая ладья · f2 белая ладья · e2 белый слон · d2 белый слон · c2 белый ферзь · b2 белая пешка · a2 белая пешка · g3 чёрный ферзь · e3 белая пешка · c3 белый конь · h4 чёрный слон · g4 белая пешка · c5 белая пешка · g6 чёрная пешка · e6 чёрная пешка · c6 чёрный конь · a6 чёрная пешка · g7 чёрная пешка · f7 чёрная пешка · b7 чёрная пешка · e8 чёрный король · d8 чёрная ладья | e1 белый король · c1 белая ладья · f2 белая ладья · e2 белый слон · d2 белый слон · c2 белый ферзь · b2 белая пешка · a2 белая пешка · g3 чёрный ферзь · e3 белая пешка · c3 белый конь · h4 чёрный слон · g4 белая пешка · c5 белая пешка · g6 чёрная пешка · e6 чёрная пешка · c6 чёрный конь · a6 чёрная пешка · g7 чёрная пешка · f7 чёрная пешка · b7 чёрная пешка · e8 чёрный король · d8 чёрная ладья | e1 белый король · c1 белая ладья · f2 белая ладья · e2 белый слон · d2 белый слон · c2 белый ферзь · b2 белая пешка · a2 белая пешка · g3 чёрный ферзь · e3 белая пешка · c3 белый конь · h4 чёрный слон · g4 белая пешка · c5 белая пешка · g6 чёрная пешка · e6 чёрная пешка · c6 чёрный конь · a6 чёрная пешка · g7 чёрная пешка · f7 чёрная пешка · b7 чёрная пешка · e8 чёрный король · d8 чёрная ладья | e1 белый король · c1 белая ладья · f2 белая ладья · e2 белый слон · d2 белый слон · c2 белый ферзь · b2 белая пешка · a2 белая пешка · g3 чёрный ферзь · e3 белая пешка · c3 белый конь · h4 чёрный слон · g4 белая пешка · c5 белая пешка · g6 чёрная пешка · e6 чёрная пешка · c6 чёрный конь · a6 чёрная пешка · g7 чёрная пешка · f7 чёрная пешка · b7 чёрная пешка · e8 чёрный король · d8 чёрная ладья | e1 белый король · c1 белая ладья · f2 белая ладья · e2 белый слон · d2 белый слон · c2 белый ферзь · b2 белая пешка · a2 белая пешка · g3 чёрный ферзь · e3 белая пешка · c3 белый конь · h4 чёрный слон · g4 белая пешка · c5 белая пешка · g6 чёрная пешка · e6 чёрная пешка · c6 чёрный конь · a6 чёрная пешка · g7 чёрная пешка · f7 чёрная пешка · b7 чёрная пешка · e8 чёрный король · d8 чёрная ладья | 6 |
| 7 | e1 белый король · c1 белая ладья · f2 белая ладья · e2 белый слон · d2 белый слон · c2 белый ферзь · b2 белая пешка · a2 белая пешка · g3 чёрный ферзь · e3 белая пешка · c3 белый конь · h4 чёрный слон · g4 белая пешка · c5 белая пешка · g6 чёрная пешка · e6 чёрная пешка · c6 чёрный конь · a6 чёрная пешка · g7 чёрная пешка · f7 чёрная пешка · b7 чёрная пешка · e8 чёрный король · d8 чёрная ладья | e1 белый король · c1 белая ладья · f2 белая ладья · e2 белый слон · d2 белый слон · c2 белый ферзь · b2 белая пешка · a2 белая пешка · g3 чёрный ферзь · e3 белая пешка · c3 белый конь · h4 чёрный слон · g4 белая пешка · c5 белая пешка · g6 чёрная пешка · e6 чёрная пешка · c6 чёрный конь · a6 чёрная пешка · g7 чёрная пешка · f7 чёрная пешка · b7 чёрная пешка · e8 чёрный король · d8 чёрная ладья | e1 белый король · c1 белая ладья · f2 белая ладья · e2 белый слон · d2 белый слон · c2 белый ферзь · b2 белая пешка · a2 белая пешка · g3 чёрный ферзь · e3 белая пешка · c3 белый конь · h4 чёрный слон · g4 белая пешка · c5 белая пешка · g6 чёрная пешка · e6 чёрная пешка · c6 чёрный конь · a6 чёрная пешка · g7 чёрная пешка · f7 чёрная пешка · b7 чёрная пешка · e8 чёрный король · d8 чёрная ладья | e1 белый король · c1 белая ладья · f2 белая ладья · e2 белый слон · d2 белый слон · c2 белый ферзь · b2 белая пешка · a2 белая пешка · g3 чёрный ферзь · e3 белая пешка · c3 белый конь · h4 чёрный слон · g4 белая пешка · c5 белая пешка · g6 чёрная пешка · e6 чёрная пешка · c6 чёрный конь · a6 чёрная пешка · g7 чёрная пешка · f7 чёрная пешка · b7 чёрная пешка · e8 чёрный король · d8 чёрная ладья | e1 белый король · c1 белая ладья · f2 белая ладья · e2 белый слон · d2 белый слон · c2 белый ферзь · b2 белая пешка · a2 белая пешка · g3 чёрный ферзь · e3 белая пешка · c3 белый конь · h4 чёрный слон · g4 белая пешка · c5 белая пешка · g6 чёрная пешка · e6 чёрная пешка · c6 чёрный конь · a6 чёрная пешка · g7 чёрная пешка · f7 чёрная пешка · b7 чёрная пешка · e8 чёрный король · d8 чёрная ладья | e1 белый король · c1 белая ладья · f2 белая ладья · e2 белый слон · d2 белый слон · c2 белый ферзь · b2 белая пешка · a2 белая пешка · g3 чёрный ферзь · e3 белая пешка · c3 белый конь · h4 чёрный слон · g4 белая пешка · c5 белая пешка · g6 чёрная пешка · e6 чёрная пешка · c6 чёрный конь · a6 чёрная пешка · g7 чёрная пешка · f7 чёрная пешка · b7 чёрная пешка · e8 чёрный король · d8 чёрная ладья | e1 белый король · c1 белая ладья · f2 белая ладья · e2 белый слон · d2 белый слон · c2 белый ферзь · b2 белая пешка · a2 белая пешка · g3 чёрный ферзь · e3 белая пешка · c3 белый конь · h4 чёрный слон · g4 белая пешка · c5 белая пешка · g6 чёрная пешка · e6 чёрная пешка · c6 чёрный конь · a6 чёрная пешка · g7 чёрная пешка · f7 чёрная пешка · b7 чёрная пешка · e8 чёрный король · d8 чёрная ладья | e1 белый король · c1 белая ладья · f2 белая ладья · e2 белый слон · d2 белый слон · c2 белый ферзь · b2 белая пешка · a2 белая пешка · g3 чёрный ферзь · e3 белая пешка · c3 белый конь · h4 чёрный слон · g4 белая пешка · c5 белая пешка · g6 чёрная пешка · e6 чёрная пешка · c6 чёрный конь · a6 чёрная пешка · g7 чёрная пешка · f7 чёрная пешка · b7 чёрная пешка · e8 чёрный король · d8 чёрная ладья | 7 |
| 8 | e1 белый король · c1 белая ладья · f2 белая ладья · e2 белый слон · d2 белый слон · c2 белый ферзь · b2 белая пешка · a2 белая пешка · g3 чёрный ферзь · e3 белая пешка · c3 белый конь · h4 чёрный слон · g4 белая пешка · c5 белая пешка · g6 чёрная пешка · e6 чёрная пешка · c6 чёрный конь · a6 чёрная пешка · g7 чёрная пешка · f7 чёрная пешка · b7 чёрная пешка · e8 чёрный король · d8 чёрная ладья | e1 белый король · c1 белая ладья · f2 белая ладья · e2 белый слон · d2 белый слон · c2 белый ферзь · b2 белая пешка · a2 белая пешка · g3 чёрный ферзь · e3 белая пешка · c3 белый конь · h4 чёрный слон · g4 белая пешка · c5 белая пешка · g6 чёрная пешка · e6 чёрная пешка · c6 чёрный конь · a6 чёрная пешка · g7 чёрная пешка · f7 чёрная пешка · b7 чёрная пешка · e8 чёрный король · d8 чёрная ладья | e1 белый король · c1 белая ладья · f2 белая ладья · e2 белый слон · d2 белый слон · c2 белый ферзь · b2 белая пешка · a2 белая пешка · g3 чёрный ферзь · e3 белая пешка · c3 белый конь · h4 чёрный слон · g4 белая пешка · c5 белая пешка · g6 чёрная пешка · e6 чёрная пешка · c6 чёрный конь · a6 чёрная пешка · g7 чёрная пешка · f7 чёрная пешка · b7 чёрная пешка · e8 чёрный король · d8 чёрная ладья | e1 белый король · c1 белая ладья · f2 белая ладья · e2 белый слон · d2 белый слон · c2 белый ферзь · b2 белая пешка · a2 белая пешка · g3 чёрный ферзь · e3 белая пешка · c3 белый конь · h4 чёрный слон · g4 белая пешка · c5 белая пешка · g6 чёрная пешка · e6 чёрная пешка · c6 чёрный конь · a6 чёрная пешка · g7 чёрная пешка · f7 чёрная пешка · b7 чёрная пешка · e8 чёрный король · d8 чёрная ладья | e1 белый король · c1 белая ладья · f2 белая ладья · e2 белый слон · d2 белый слон · c2 белый ферзь · b2 белая пешка · a2 белая пешка · g3 чёрный ферзь · e3 белая пешка · c3 белый конь · h4 чёрный слон · g4 белая пешка · c5 белая пешка · g6 чёрная пешка · e6 чёрная пешка · c6 чёрный конь · a6 чёрная пешка · g7 чёрная пешка · f7 чёрная пешка · b7 чёрная пешка · e8 чёрный король · d8 чёрная ладья | e1 белый король · c1 белая ладья · f2 белая ладья · e2 белый слон · d2 белый слон · c2 белый ферзь · b2 белая пешка · a2 белая пешка · g3 чёрный ферзь · e3 белая пешка · c3 белый конь · h4 чёрный слон · g4 белая пешка · c5 белая пешка · g6 чёрная пешка · e6 чёрная пешка · c6 чёрный конь · a6 чёрная пешка · g7 чёрная пешка · f7 чёрная пешка · b7 чёрная пешка · e8 чёрный король · d8 чёрная ладья | e1 белый король · c1 белая ладья · f2 белая ладья · e2 белый слон · d2 белый слон · c2 белый ферзь · b2 белая пешка · a2 белая пешка · g3 чёрный ферзь · e3 белая пешка · c3 белый конь · h4 чёрный слон · g4 белая пешка · c5 белая пешка · g6 чёрная пешка · e6 чёрная пешка · c6 чёрный конь · a6 чёрная пешка · g7 чёрная пешка · f7 чёрная пешка · b7 чёрная пешка · e8 чёрный король · d8 чёрная ладья | e1 белый король · c1 белая ладья · f2 белая ладья · e2 белый слон · d2 белый слон · c2 белый ферзь · b2 белая пешка · a2 белая пешка · g3 чёрный ферзь · e3 белая пешка · c3 белый конь · h4 чёрный слон · g4 белая пешка · c5 белая пешка · g6 чёрная пешка · e6 чёрная пешка · c6 чёрный конь · a6 чёрная пешка · g7 чёрная пешка · f7 чёрная пешка · b7 чёрная пешка · e8 чёрный король · d8 чёрная ладья | 8 |
|   | h | g | f | e | d | c | b | a |   |

Джемиль Джан Али Маранди (2423) — Александра Горячкина (2441), Всемирная юношеская шахматная олимпиада 2014 (до 16 лет): 7 тур; Славянская защита, 0-1 . GM Михаил Марин прокомментировал: «Хотя комбинация в этой партии не совсем удачная, мы решили наградить её призом за блестящую игру за амбиции и смелость чёрных». Некоторые комментарии М. Марина приведены ниже.
1. d4 d5 2. c4 c6 3. Кf3 Кf6 4. e3 Сf5 5. Кc3 e6 6. Кh4 Сe4 7. f3 Сg6 8. Фb3 Фc7 9. Сd2 Сe7 10. Кxg6 hxg6 11. g3 a6 12. Лc1 dxc4 13. Сxc4 c5 14. dxc5 Кc6 15. Фc2 Лd8 16. Сe2 Лxh2 17. Лxh2 Фxg3+ 18. Лf2 Кg4 19. fxg4 Сh4 («У чёрных опасная инициатива, но они заплатили за неё огромную цену: ладью и коня.») 20. Крd1? («Слишком легко возвращать ладью. Правда, после 20 позиция белых выглядит стеснённой. Кd1 Фg1+ 21. Bf1 Ne5, но точное 22. Qe4, защищая поле f3, лишило бы её адекватных способов продолжить атаку.») Фxf2 21. Фe4 Фe1+! («Белые, должно быть, упустили из виду этот простой ход, играя 20. Крd1?») 22. Крc2 Фxd2+ 23. Kb1 Bg5 («Чёрные вернули весь пожертвованный материал, сохранив выигранную позицию.») 24. Сxa6 Фxe3 25. Фxe3 Сxe3 26. Сxb7 Кa5 27. Сa6 Сxc1 28. Крxc1 Лd4 29. Сe2 Крd7 30. Крc2 Кb7 31. Сb5+ Крd8 32. Кa4 Лxg4 33. Крc3 f5 34.b4 f4 35. Крd3 g5 36. Сa6 Крc7 37. Кc3 Лg3+ 38. Крd4 e5+ 39. Крc4 f3 40. Кd5+ Крd7 41. Крb5 Кd8 42. Крb6 f2 43. Сb5+ Крe6 44.c6 Кxc6 45. Крxc6 e4 46. Bc4 Ke5 47.b5 Rg1 48.b6 Rc1 49.b7 Rxc4+ 50. Крd7 f1Ф 51.b8Ф+ Крd4 52. Кe7 Фh3+ 53. Kd6 Qh2+ 0-1

## Изменения рейтинга
| График не отображается по техническим причинам. Чтобы исправить это, воспроизведите график в новом формате, если это возможно. |